# Markiezensalangaan
De markiezensalangaan (Aerodramus ocistus; synoniem: Collocalia ocista) is een vogel uit de familie Apodidae (gierzwaluwen).

## Verspreiding en leefgebied
Deze soort is endemisch op de Marquesaseilanden, een eilandengroep in de Grote Oceaan die deel uitmaakt van Frans-Polynesië. De soort telt twee ondersoorten:
- A. o. ocistus: noordelijke Marquesaseilanden.
- A. o. gilliardi: zuidelijke Marquesaseilanden.

## Status
De Markiezensalangaan komt niet als aparte soort voor op de lijst van de IUCN, maar is daar een ondersoort van de Tahitisalangaan (Aerodramus leucophaeus ocistus).